# Ведано Олона
Ведано Олона (итал. Vedano Olona) је насеље у Италији у округу Варезе, региону Ломбардија.
Према процени из 2011. у насељу је живело 6820 становника. Насеље се налази на надморској висини од 359 м.

## Становништво
| 1931. | 1936. | 1951. | 1961. | 1971. | 1981. | 1991. | 2001. | 2011. |
| ----- | ----- | ----- | ----- | ----- | ----- | ----- | ----- | ----- |
| 3.114 | 3.175 | 3.805 | 4.535 | 5.575 | 6.127 | 6.743 | 6.994 | 7.301 |